# Io non ho paura (película)
Io non ho paura (No tengo miedo, El pozo o El secreto en español, según los países) es una película del 2003 dirigida por Gabriele Salvatores. Francesca Marciano y Niccolò Ammaniti escribieron el guion, basado en la novela italiana del 2001 de Niccolò Ammaniti Io non ho paura. La historia trata sobre los Años de plomo en Italia, un tiempo adivino del terrorismo y secuestro en los años setenta.

## Sinopsis
El film tiene lugar en 1978. Todo en la pequeña aldea ficticia de Acque Traverse al sur de Italia parece inmóvil, inactivo; el colegio ha terminado, los adultos se resguardan dentro de sus casas para escapar del calor que a todos sofoca. Solamente un pequeño grupo de niños se mueve libremente alrededor de la ciudad y del campo de trigales que la rodea, buscando aventuras. Durante una de ellas, el pequeño Michele Amitrano (Giuseppe Cristiano), de diez años de edad, se entretiene buscando las gafas de su hermanita cuando de pronto descubre un secreto tan terrorífico que cambiará su joven existencia por completo, hay algo dentro de un pozo, algo que nunca debió ser visto a la luz del día.

## Elenco
- Giuseppe Cristiano es Michele Amitrano.
- Mattia Di Pierro es Filippo Carducci.
- Giulia Matturo es María Amitrano.
- Aitana Sánchez-Gijón es Anna Amitrano.
- Dino Abbrescia es Pino Amitrano.
- Giorgio Careccia es Felice Natale.
- Diego Abatantuono es Sergio Materia.
- Fabio Tetta es Teschio Natale.
- Stefano Biase es Salvatore Scardaccione.
- Fabio Antonacci es Remo Marzano.
- Adriana Conserva es Barbara Mura.
- Susy Sánchez es Mamá de Filippo.
- Antonella Stefanucci es Assunta.
- Riccardo Zinna es Pietro Mura.
- Michele Vasca es Candela.

## Producción
I'm Not Scared está basada en la novela de Niccolò Ammaniti Io non ho paura. Ammaniti tuvo la idea para el libro durante un viaje a Apulia en finales de los años 1990. La novela ganó el Premio para Ficción Viareggio-Repaci del 2001. Desde la publicación en 2001, la novela vendió casi 700 000 copias y fue publicada en otros veinte idiomas. Jonathan Hunt escribió la traducción al inglés, distribuida por Canongate en el 2003.
La historia se aplica en el pueblo ficticio de Acqua Traverse (literalmente la travesía del agua) en la provincia equitativa ficticia de Lucignano (no es confundido con el pueblo real de Lucignano, Tuscania). La película fue filmada en Basilicata y Apulia, un área de Italia donde el director Gabriele Salvatores consumió su juventud. El plato primario fue en el lado paisano cerca de Melfi (población aproximada de 16 000). Muchos críticos identificaron la posición de la película al sureño de Italia porque la escenografía siliciana y el crimen estaban en la historia. Salvatores escogió para cambiar los niños de la película italiana que típicamente volvió popularizado en el mercado extranjero: "el maravilloso océano, el pasto nolstálgico, la mafia, la pizza y los mandolines".
De acuerdo con Salvatores, la película no es primariamente acerca del secuestro del tiempo pero el misterio revolvió alrededor a un secuestro. La historia es también se trata sobre la jornada y la perdición de la inocencia de un niño joven. La mayoría de los actores del film, especialmente los niños, son ciudadanos locales con no han filmado o actuado en experiencia. Giuseppe Cristiano, quien actuó como el protagonista del menú, nunca apareció antes en una película. El director habló con psicologistas acerca del impacto de filmar con los residentes. Los actores veteranos Aitana Sánchez-Gijón, Dinno Abbrescia y Giorgio Careccia actúan en las rolas de los adultos.
La escenografía de lo vívido en esta película es una de las muchas características reconocidas. Por allí son muchas las vistas del campo y las colinas, este interminable lugar de ser el jardín para los niños de Acqua Traverse y la posición de sus aventuras infantiles. La película usa un extraño de color primario que planea un portal del camino para los niños viendo el mundo, enfocando en objetos espacíficos de interés con un cierre. La película puntuó como primario por un cuarteto manipulador que incluye la música original de Ezio Bosso, Quartetto d'Archi di Torino y Pepo Scherman quienes fueron los mejores como del trabajo del canadiense Michael Galasso.

## Recepción
Dos días después del estreno de Io non ho paura apareció en el Festival Internacional de Cine de Berlín en febrero del 2003, treinta y dos países compraron el film. Miramax distribuyó el film en los Estados Unidos, donde ahí recaudó $1 615 328.

### Premios
- Festival Internacional de Cine de Berlín del 2003: Nominada por el Oso Dorado de Berlín para Gabriele Slavatores.
- Premios del Cine Europeo del 2003: Nominada por Mejor Cinematógrafo para Italo Petriccione.
- Festival de Cine de Flaiano del 2003: Ganadora del Premio de la Audiencia para Mejor Actor para Giuseppe Cristiano, ganadora de Mejor Película de Puntuación para Ezio Bosso y ganadora de Mejor Guion para Niccolò Ammaniti.
- Sindicato Nacional Italiano de Películas Jornalistas del 2003: Ganadora por Mejor Cinematografía para Italo Petriccione, ganadora por Mejor Director para Gabriele Salvatores, gandora por Mejor Soporte de Actuación para Diego Abatantuono, nominada por Mejor Productor y Mejor Puntuación para Ezio Bosso y Pepo Scherman, nominada por Mejor Guion para Niccolò Ammaniti y Francesca Marciano y nominada por Mejor Sonido para Maruo Lazzaro.
- Premios di Donatello del 2005: Nominada por Mejor Película para Maurizio Totti, Riccardo Tozzi y Gabriele Salvatores, nominada por Mejor Música para Ezio Bosso, nominada por Mejor Sonido para Mauro Lazzaro, nominada por Mejor Soporte de Actuación para Diego Abatantuono, ganadora por Mejor Cinematografía para Italo Petriccione y Gandor para Gabriele Salvatores.
- Premios de Oro Trailer del 2004: Nominada por Mejor Extranjero Independiente.
- Premios Young Artists del 2004: Nominada por Mejor Película de Carácter Extranjero.
- Premios Bodil del 2005: Nominada por Mejor Película No-Americana para Gabriele Salvatores.
- Premios Edgar Allan Poe del 2005: Nominada por Mejor Guion de Película para Francesca Marciano y Niccolò Ammaniti.